# Жуково (Верховажский район)
Жуково — упразднённая деревня в Верховажском районе Вологодской области России.

## География
Урочище находится в северной части области, в подзоне средней тайги, в пределах южной части Важско-Кулойской низины, к западу от реки Ваги, на расстоянии примерно 13 километров (по прямой) к юго-западу от села Верховажье, административного центра района.

### Климат
Климат характеризуется как умеренно континентальный. Среднегодовая температура воздуха — +1,8 °C. Абсолютный минимум температуры воздуха составляет −46 °C; абсолютный максимум — +37 °C. Безморозный период длится 110—115 дней. Среднегодовое количество атмосферных осадков составляет 637 мм. В течение года преобладают ветра юго-западного направления.

## История
В «Списке населенных мест Вологодской губернии по сведениям 1859 года» населённый пункт упомянут как удельная деревня Жуковкое Вельского уезда, расположенная в 53 верстах от уездного города. В деревне имелся 1 двор и проживало 9 человек (5 мужчин и 4 женщины). В 1881 году входила в состав Верховской волости.
По данным 1909 года, в деревне имелось 10 хозяйств и проживало 63 человека (27 мужчин и 35 женщин). В административном отношении входила в состав Верховского 1-го общества Верховской волости Вельского уезда Вологодской губернии. По состоянию на 1926 год числилось 13 хозяйств и 63 жителя.
В 1940 году входила в состав Верховского 1-го сельсовета Верховажского района. Упразднена не позднее 1973 года.